# 童夢成
童夢成（どう むせい、童梦成、1996年4月1日 - ）は、中国の囲碁棋士。浙江省出身、中国囲棋協会に所属、六段。利民杯世界囲碁星鋭最強戦優勝、三星火災杯世界囲碁マスターズベスト4など。

## 経歴
嵊州市生まれ。2006年から杭州棋院で学び、2007年に馬暁春囲棋道場に入る。2008年初段。2009年二段、乙級リーグに出場。2010年全国囲棋個人戦乙級5位、三段。2012年百霊愛透杯世界囲碁オープン戦出場。2013年建橋杯中国囲棋新人王戦ベスト4、威孚房開杯棋王戦ベスト4。2014年利民杯世界囲碁星鋭最強戦優勝。2015年騰訊囲棋選手権戦優勝。2016年中国囲棋天元戦ベスト8、CCTV杯象嶼杯中国CCTV快棋戦ベスト4、三星火災杯ベスト16、六段。2017年三星火災杯準決勝で辜梓豪に1-2で敗退。2018年名人戦ベスト4、三星杯ベスト16。2019年天元戦挑戦者決定戦進出、名人戦ベスト4、Mlily夢百合杯ベスト16。
甲級リーグには2011年から出場。中国棋士ランキングでは2015年29位、2016年18位、2019年16位。

## タイトル歴
- 利民杯世界囲碁星鋭最強戦 2014年
- 騰訊囲棋選手権戦 2015年、2017年

## その他の棋歴
- 三星火災杯世界囲碁マスターズ 2017年ベスト4 、2016年ベスト16、2018年ベスト16
- Mlily夢百合杯世界囲碁オープン戦 2019年ベスト16
- おかげ杯国際新鋭対抗戦 優勝 2016年、17年
- KB国民銀行杯韓中リーグ優勝対抗戦 2018年 0-2（×羅玄、×羅玄）
- 全国智力運動会 2019年個人戦3位、団体戦優勝
- 中国囲棋甲級リーグ戦
  - 2009年乙級（北京朝陽棋院）
  - 2010年乙級（北京天恒春暁）
  - 2011年（愛慕先生）9-13
  - 2012年（浙江建設銀行）9-11
  - 2013年（古井貢酒浙江）12-8
  - 2014年（遼寧覚華島）9-11
  - 2015年（珠海万山）8-10
  - 2016年（華泰証券江蘇）12-10
  - 2017年（華泰証券江蘇）10-16
  - 2018年（華泰証券江蘇）19-7（最多勝）
  - 2019年（浙江雲林棋禅）8-8
  - 2020年（浙江雲林棋禅）